# Parafia Najświętszej Maryi Panny Wniebowziętej w Kopanicy
Parafia Najświętszej Maryi Panny Wniebowziętej w Kopanicy – parafia rzymskokatolicka należąca do dekanatu zbąszyńskiego archidiecezji poznańskiej. Została utworzona w 1408. Mieści się przy ulicy Poniatowskiego.